# كارلوس روبرتو فلوريس
كارلوس روبرتو فلوريس فقوسة (بالإنجليزية: Carlos Roberto Flores) (و. 1950 – م) هو سياسي، ورائد أعمال من هندوراس ولد في تيجوسيجالبا.
كان رئيس هندوراس السابق بين 27 يناير 1998 و27 يناير 2002 ليصبح أول رئيس للهندوراس من أصل فلسطيني. أصوله تعود لمدينة بيت لحم  وهو من الجيل الثاني من العائلات الفلسطينية المهاجرة إلى أميركا اللاتينية بداءاً من أوائل القرن العشرين.

## التعليم
تعلم في جامعة ولاية لويزيانا.

## روابط خارجية
- كارلوس روبرتو فلوريس على موقع الموسوعة البريطانية (الإنجليزية)
- كارلوس روبرتو فلوريس على موقع مونزينجر (الألمانية)